# 夏威夷航空 (1985年)

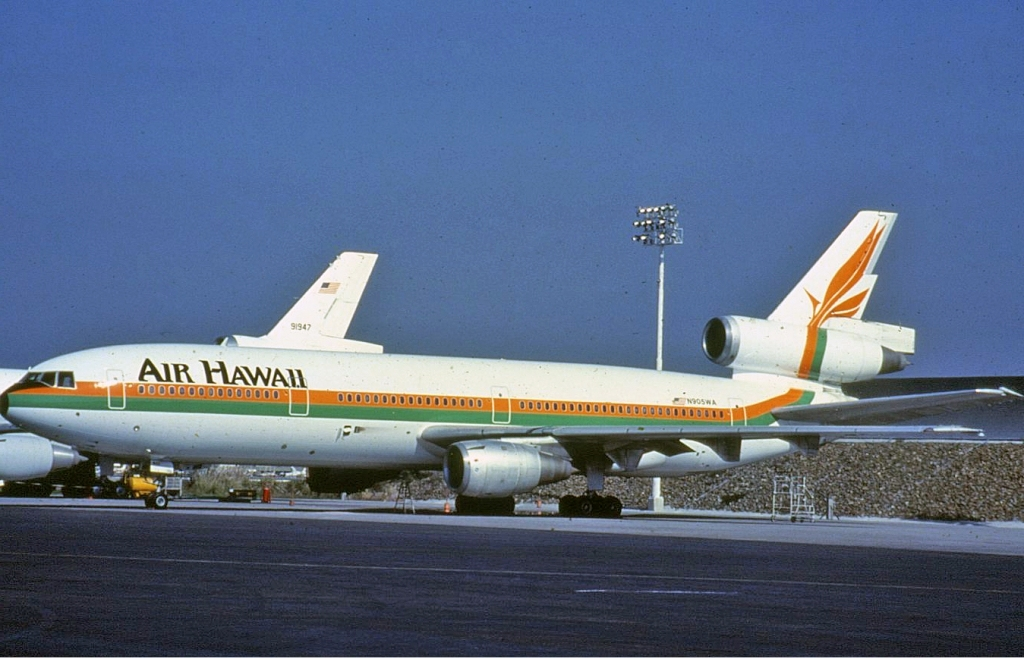
1983年在奥克兰国际机场的夏威夷航空麦道DC-10（注册号：N905WA）

夏威夷航空（英語：Air Hawaii）是一家定期客运航空公司，营运檀香山与美国西岸城市洛杉矶/旧金山之间的航线。该航空公司的宣传口号为“高级且廉价”。公司由迈克尔·哈特利创立（曾创立夏威夷快运航空，后合伙建立CheapTickets旅游公司），夏威夷航空于1985年11月22日开始营运在洛杉矶和檀香山的航线，并于同年12月开航旧金山。但旋即陷入财务危机，最终于1986年2月19日停运。
此外还有另外两家航司分别在1968年和1981年使用“夏威夷航空”的名称，惟他们都在夏威夷使用小型螺旋桨飞机在群岛间营运通勤航线。

## 目的地
夏威夷航空通航美国的三个城市：
- 檀香山（檀香山国际机场）
- 洛杉矶（洛杉矶国际机场）
- 旧金山（旧金山国际机场）

## 机队
夏威夷航空运营两架麥道DC-10飞机，皆从迈克尔·哈特利曾经营运的夏威夷快运转手。
- N904WA cn/ln：46930/112，1986年1月13日交付
- N905WA cn/ln：46938/153，1985年11月20日交付